# Belg

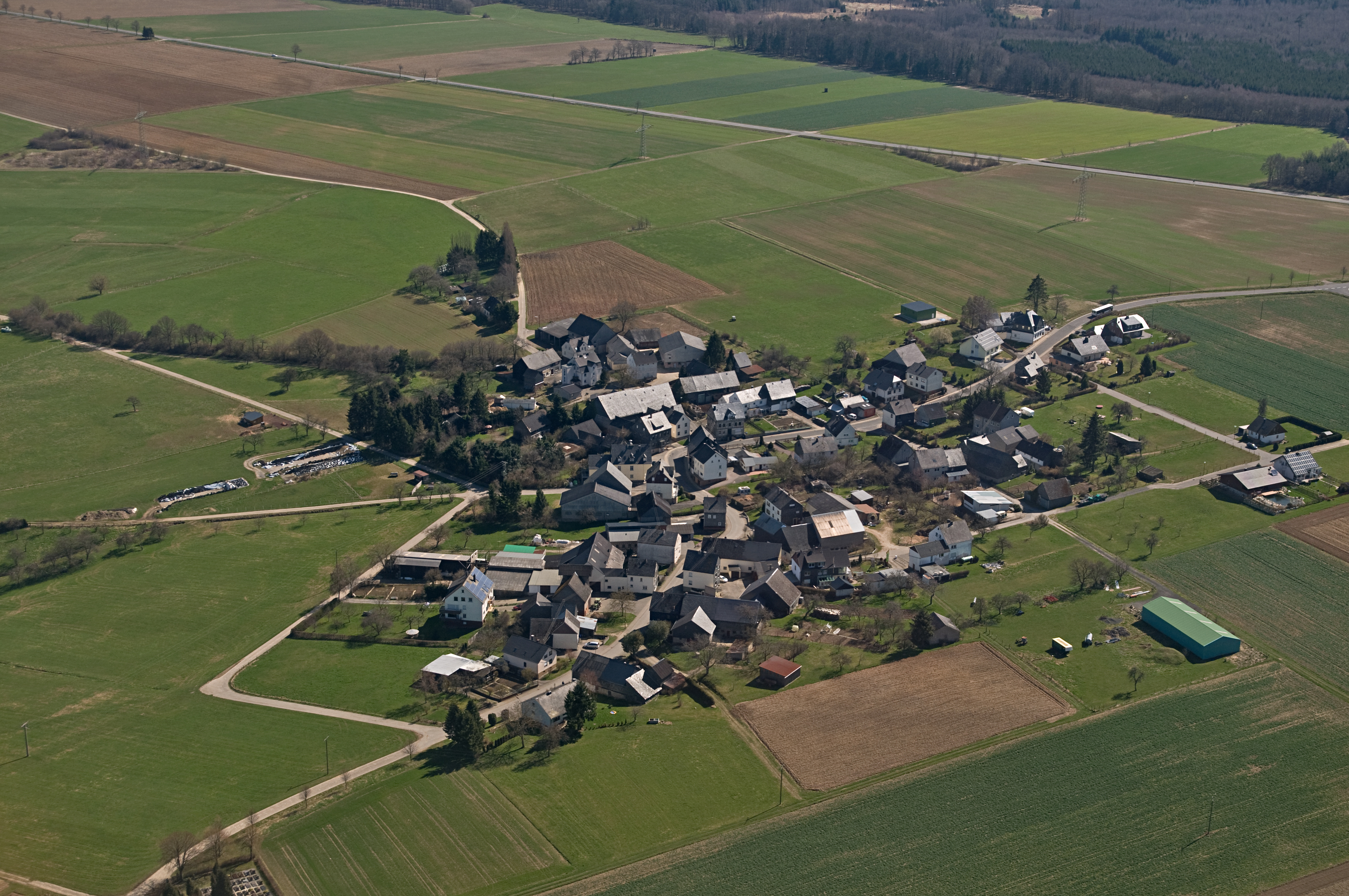
Blick aus dem Linienflieger auf Belg (April 2010)

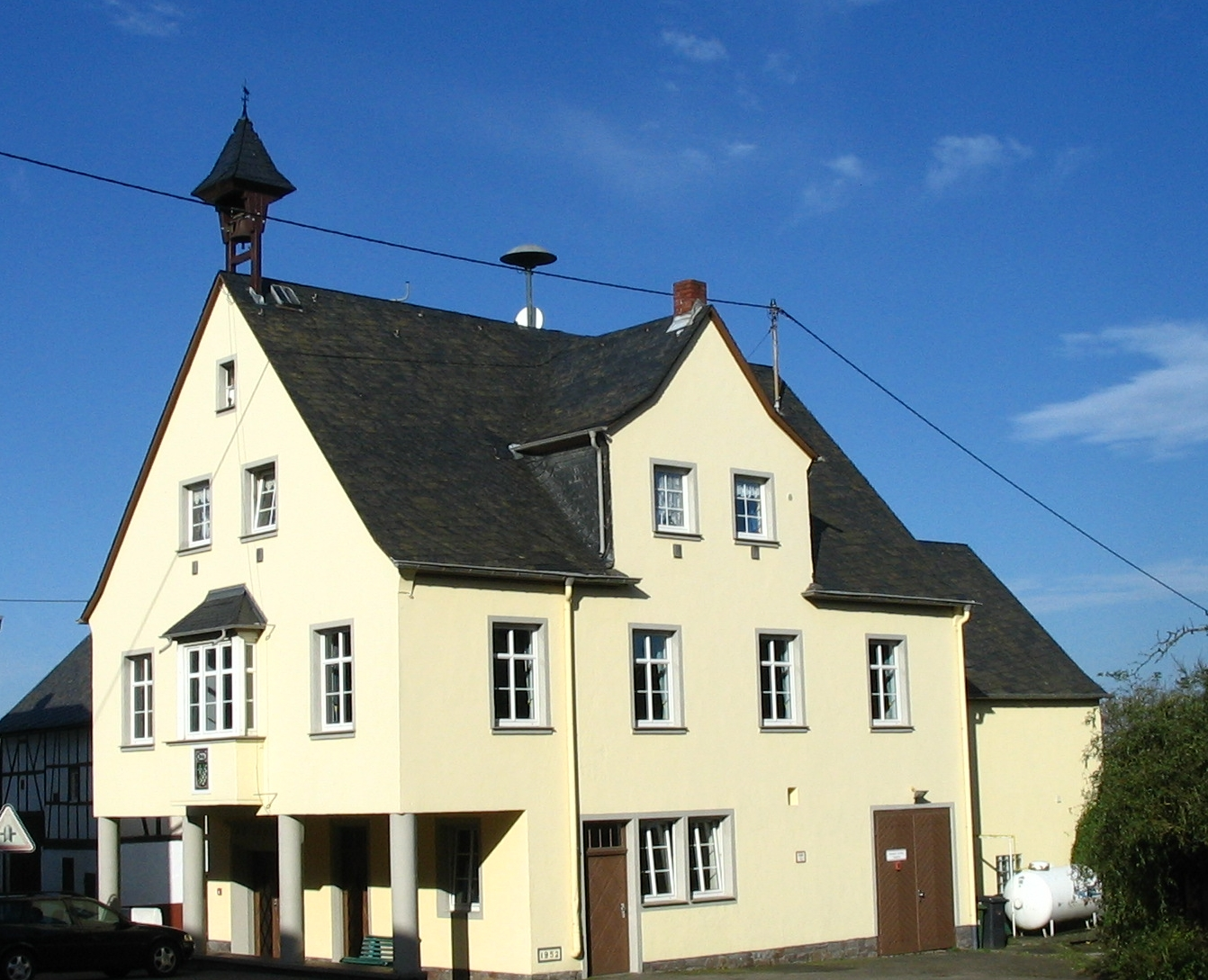
Gemeindehaus im Dorfzentrum

Belg ist eine Ortsgemeinde im Rhein-Hunsrück-Kreis in Rheinland-Pfalz. Sie gehört der Verbandsgemeinde Kirchberg (Hunsrück) an.

## Geographie
Belg liegt zentral im Hunsrück, direkt an der Hunsrückhöhenstraße (Landesstraße 193).

## Geschichte
Die erste urkundliche Erwähnung stammt aus dem Jahr 1295. Um das Jahr 1310, nach neueren Erkenntnissen des Landeshauptarchiv Koblenz wohl 1330–1335, wird der Ort unter dem Namen Belleche im Sponheimischen Gefälleregister der Grafschaft Sponheim erwähnt.
Belg gehörte bis zum Ende des 18. Jahrhunderts landesherrlich zur Vorderen Grafschaft Sponheim, die zuletzt im Besitz der Markgrafen von Baden war. Innerhalb des Amtes Kirchberg war Belg Hauptort eines als Pflege bezeichneten Verwaltungs- und Gerichtsbezirks. Zur Pflege Belg gehörten auch die Orte Altlay, Kappel, Rödelhausen und Würrich.
Mit der Besetzung des Linken Rheinufers 1794 durch französische Revolutionstruppen wurde der Ort französisch, von 1798 bis 1814 gehörte er zum Kanton Kirchberg, der dem Rhein-Mosel-Departement zugeordnet war. Auf dem Wiener Kongress (1815) wurde die Region dem Königreich Preußen zugesprochen. Unter der preußischen Verwaltung unterstand Belg von 1816 an der Bürgermeisterei Sohren im Kreis Zell und gehörte von 1822 bis zum Ende des Zweiten Weltkriegs zur Rheinprovinz. Seit 1946 ist der Ort Teil des damals neu gebildeten Landes Rheinland-Pfalz und gehört seit 1970 der Verbandsgemeinde Kirchberg an.
Statistik zur Einwohnerentwicklung
Die Entwicklung der Einwohnerzahl der Gemeinde Belg, die Werte von 1871 bis 1987 beruhen auf Volkszählungen:
| Jahr | Einwohner |
| ---- | --------- |
| 1815 | 262       |
| 1835 | 232       |
| 1871 | 203       |
| 1905 | 179       |
| 1939 | 190       |
| 1950 | 187       |

| Jahr | Einwohner |
| ---- | --------- |
| 1961 | 191       |
| 1970 | 191       |
| 1987 | 137       |
| 2005 | 151       |
| 2022 | 116       |
| 2023 | 116       |

## Politik

### Ortsbürgermeister
Ortsbürgermeister von Belg war bis 2024 Karl-Heinz Schneider. Bei der Direktwahl am 26. Mai 2019 war kein Kandidat angetreten, er wurde durch den Gemeinderat wiedergewählt.
Bei der Direktwahl am 9. Juni 2024 setzte sich Marvin Jost (parteilos) mit 83,8 % der Stimmen gegen einen weiteren unabhängigen Kandidaten durch.

### Wappen
| Wappen von Belg | Blasonierung: „Schräglinks geteilt, vorn in Grün zwei schräggekreuzte silberne Hämmer, belegt mit einer silbernen Ähre, hinten geschacht von Gold und Blau.“ |
| Wappen von Belg | Wappenbegründung: Die Ähre symbolisiert die Landwirtschaft in der Gemeinde, die Hämmer nehmen Bezug auf den früheren Schieferabbau in der Gemarkung. Die grüne Farbe weist auf den Waldbesitz hin. Das Schach in der hinteren Schildhälfte erinnert an die ehemalige Zugehörigkeit zur Vorderen Grafschaft Sponheim. |

## Film
Belg wurde bislang zweimal in der SWR-Fernsehreihe Hierzuland gezeigt:
- Am 14. September 2005 erschien ein Ortsporträt von Christian Gallon.[9]
- Am 16. August 2018 wurde eine weitere Folge von Bernd Schwab gesendet, die sich auf die Dorfstraße als bedeutendsten Verkehrsweg der Ortschaft konzentrierte.[10]